# Ametista
A ametista é uma variedade violeta ou púrpura do quartzo, muito usada como ornamento. Tem valor 7 de dureza (em escala de Mohs). Diz-se que a origem de seu nome é do grego a, "não" e methuskein, "intoxicar", de acordo com a antiga crença de que esta rocha protegia seu dono da embriaguez. Entretanto, de acordo com o Rev. C. W. King, a palavra provavelmente é uma corruptela de um nome oriental da pedra.
A ametista foi usada como pedra preciosa pelos antigos egípcios e era amplamente empregada na antiguidade por entalhadores. Contas de ametista foram encontradas em túmulos anglo-saxônicos na Inglaterra. 
É a pedra oficial do curso de Letras, normalmente utilizada em anéis de formatura, simbolizando o esclarecimento.

## Cor
A cor da ametista é roxa e atualmente é atribuída à presença de ferro bivalente (Fe2+), mas ela é capaz de ser alterada e até removida por aquecimento ou radiação ultravioleta. 
Estudos recentes mostraram que a coloração da ametista é devida a impurezas férricas. Estudos complementares mostraram ainda que uma interação complexa entre ferro e alumínio é a responsável pela coloração.
Quando exposta ao calor (cerca de 500 °C), a ametista geralmente torna-se amarela, sendo comercializada como "ametista queimada", citrino. A transformação da cor é devida à oxidação, isto é, à transformação de Fe2+ em Fe3+. Veios de ametista expostos ao ar livre perdem facilmente a sua cor.

## Estrutura

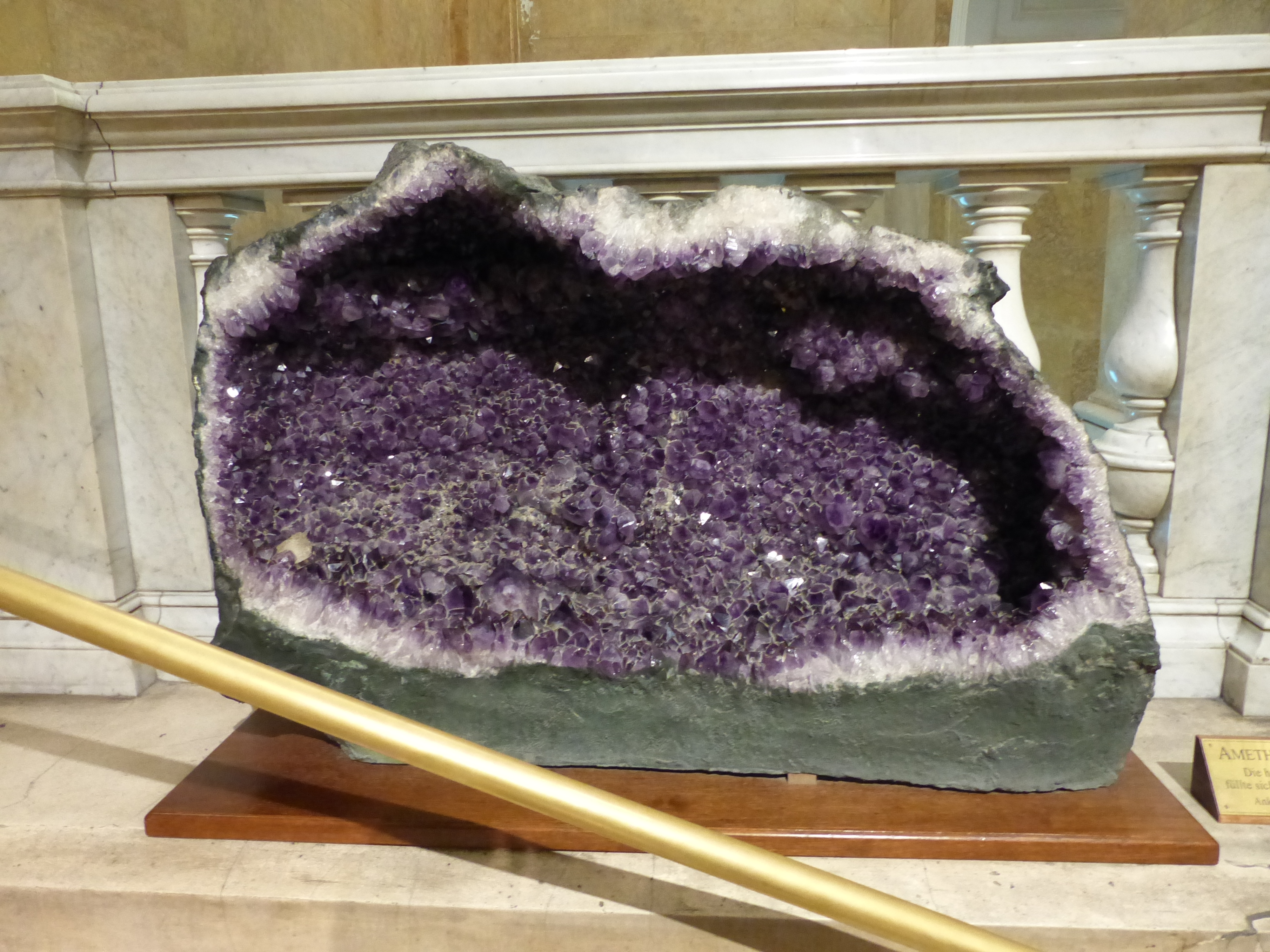
Geodo de Ametista.

A ametista é composta por uma sobreposição irregular de lâminas alternadas de quartzo esquerdo e direito. Foi mostrado que esta estrutura pode ser devida a estresses mecânicos. Em consequência desta formação compósita, a ametista pode se quebrar com uma fratura ondulada ou mostrar "impressões digitais" e a interseção de dois conjuntos de ondulações curvas podem produzir, numa superfície fraturada, um padrão parecido com o de um "motor rodando." Alguns mineralogistas, seguidores de Sir David Brewster, aplicam o nome de ametista a todos os quartzos que exibem esta estrutura, independentemente da sua cor. 
A ametista é a variedade mais apreciada do quartzo. Os seus cristais sempre crescem sobre uma base. Quando têm formato de pirâmides, a cor mais intensa predomina nas pontas dos cristais. Existem algumas variedades de ametista que podem apresentar faixas brancas de quartzo leitoso, assim como apresentar a cor violeta no meio dos cristais. Também ocorrem inclusões de minerais, muitas vezes aciculares. Há uma variedade de rutilo, sagenita, que costuma formar as "Cabeleiras-de Venus" nos quartzos.

## Locais e tipos de ocorrência

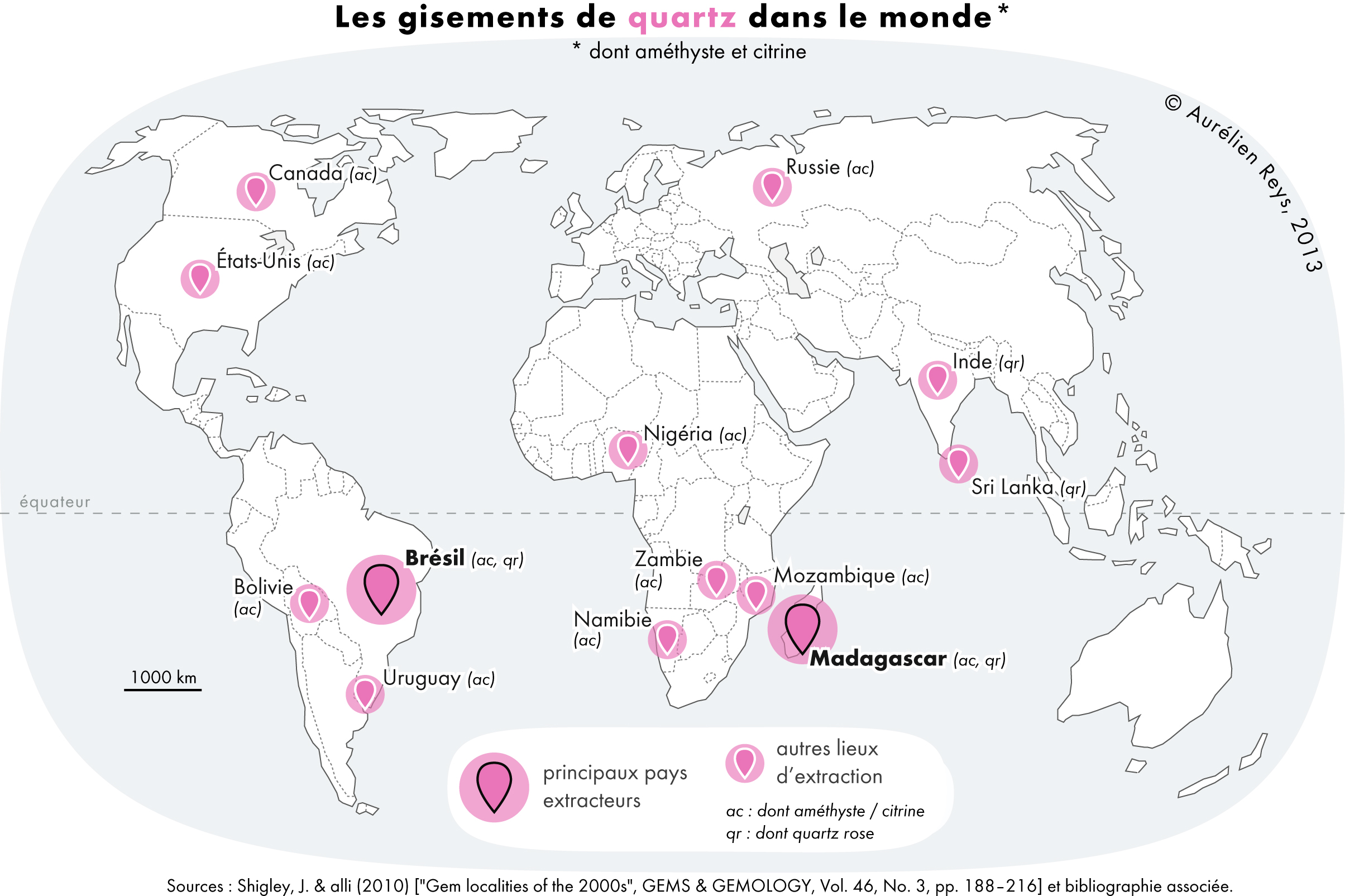
Mapa dos principais países produtores de quartzo.

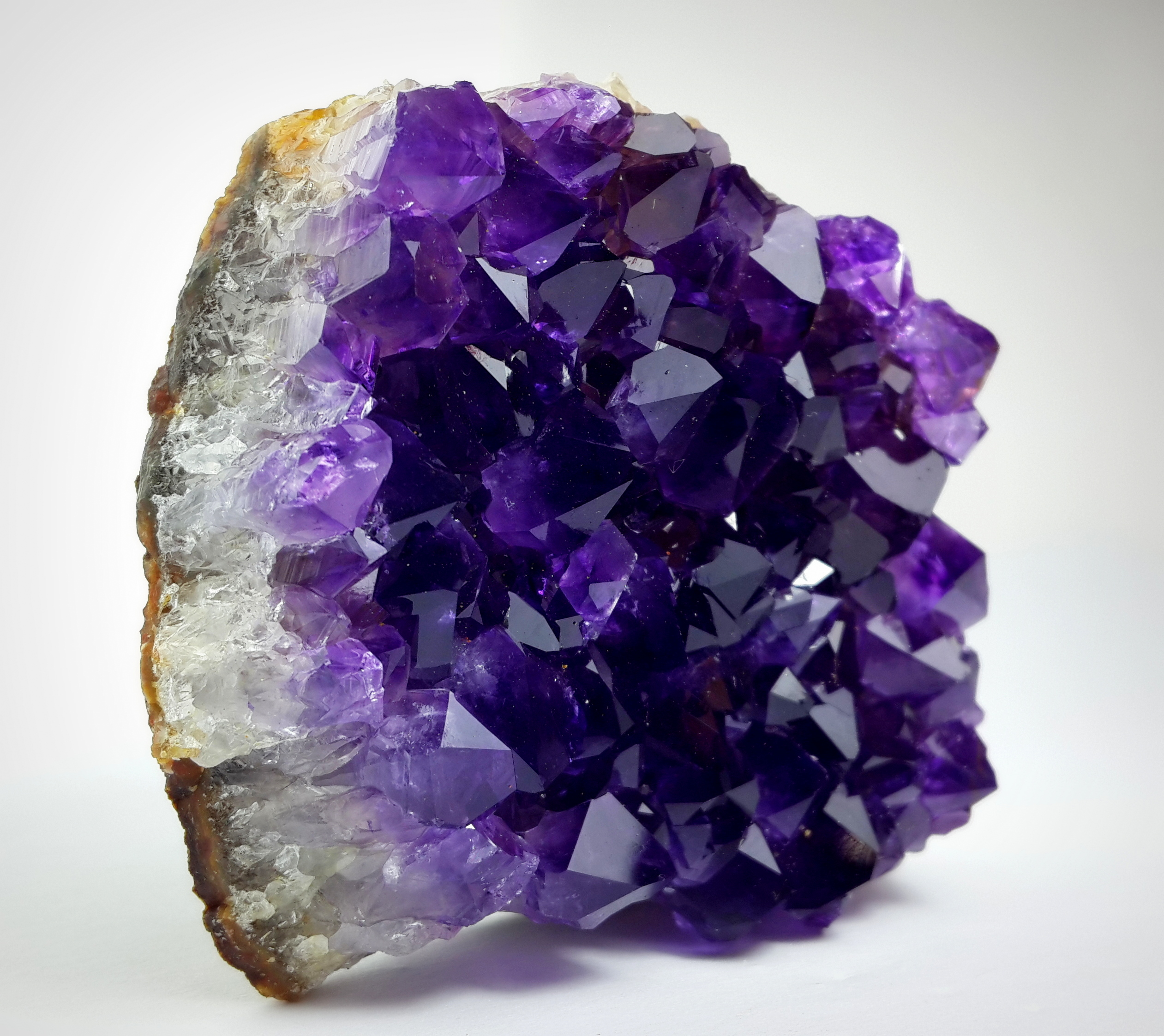
Ametista bruta.

A ametista é um mineral amplamente distribuído, mas espécimes bonitos, adequados para uso como pedra preciosa, estão confinados a comparativamente poucos locais. Tais cristais ocorrem tanto em cavidades alongadas (veios) em rochas ígneas, geralmente basaltos, como revestindo internamente (geodos) de ágata. Um geodo enorme (ou "grotto de ametista"), de perto de Santa Cruz do Sul, do Brasil, foi mostrado na exibição de 1902 em Düsseldorf, na Alemanha. 
Muitas das ágatas ocas do Brasil e do Uruguai contêm um punhado de cristais de ametista no seu interior. Muitas belas ametistas vêm da Rússia, especialmente de perto de Mursinka no distrito de Ekaterinburg, onde ela ocorre em cavidades existentes em rochas ígneas. Muitas localidades na Índia têm ametista e ela também é encontrada no Sri Lanka, principalmente como seixos rolados. 
As jazidas mais importantes estão no Brasil nas cidades de Caetité na Bahia, Chopinzinho no Paraná, Montezuma em Minas Gerais e principalmente Ametista do Sul no Rio Grande do Sul). Neste município, não são raros geodos com mais de 2 metros de altura.
Outros centros importantes são o Departamento de Artigas no Uruguai, e Madagáscar. 
O corindon roxo ou a safira com tons de ametista são por vezes chamados de ametista oriental, mas esta expressão é frequentemente empregue por joalheiros para belos exemplares de quartzo ametista comum, mesmo quando não são provenientes de fontes orientais.

## Ametista no folclore e na astrologia
A ametista é a pedra de nascimento associada a Janeiro e Fevereiro, e está associada aos signos de Peixes, Câncer, Áries, Capricórnio, Aquário (especialmente as variedades roxa e violeta) e Sagitário. É um símbolo de entendimento celeste, do pensamento pioneiro e da ação na filosofia, religião e planos espirituais e materiais.
Ligada ao Dia dos Namorados, a tradição diz que ajuda aqueles que a usam para manter a fé, causar a paz e acalmar o espírito. Era frequentemente carregada por soldados nos cabos das lâminas das espadas como um amuleto contra a morte e para trazer a calma e a vitória nas batalhas. É útil para a revelação profética da verdade. Diz-se que fortalece a sabedoria, a fé e a religiosidade e é uma ajuda nas preces e nos sonhos. Diz-se que é um amuleto contra bruxaria, veneno (ela indica a presença de veneno diminuindo sua luz) e pensamentos ruins; é uma ajuda para a castidade, um poder contra todas as formas de super indulgência e uma força para a mente. É usada como um amuleto para favorecer príncipes, dirigentes, clérigos, pessoas ricas, influentes e poderosas, pessoas com habilidades proféticas, poetas, viajantes, publicitários e outros. 
Amarrada ao pulso esquerdo, a ametista, dizem, permite ao usuário ver o futuro nos sonhos. Ela repele pensamentos e ações malignos, dá um senso apurado para os negócios e previne contra a saúde ruim. A ametista atrai o amor e a boa sorte e ajuda a prevenir a embriaguez. 
Quando gravada com os nomes do sol e da lua, diz-se que protege contra a feitiçaria. Um cavalo alado cortado numa ametista é um talismã de proteção para o cavalo e seus cavaleiros. Mergulhe uma ametista em água quente, retire-a, seque-a cuidadosamente e aplique sobre a dor de cabeça ou a dor de dente.
Sonhar com ametistas indica sucesso a um viajante, clérigo, marinheiro, filósofo, professor ou místico; também proteção, fé e pensamentos frutíferos.  
Na mitologia grega a cor roxa da Ametista é atribuída ao deus Dionísio, que, em uma história de paixão, derramou vinho sobre um cristal em sinal de arrependimento, transformando-o na pedra que conhecemos hoje.

## Cuidados com a sua ametista
A ametista é uma pedra muito durável e por isso é uma ótima escolha para o uso diário. Deve-se apenas tomar o cuidado de retirar a joia em atividades em que a pedra possa sofrer riscos (na verdade, pela dureza somente poderá ser riscada por topázio, safiras, diamantes, mas é necessário ter muitas joias assim). Ressalta-se que o risco maior e quebrá-la pelo impacto, ou se for um cristal de coleção, desfigurar a terminação das pirâmides hexagonais. Tomando-se este cuidado, a pedra estará sempre intacta.
Se a sua ametista for de coleção, deve ter o cuidado de a expor à luz do sol ou a radiações para esta ficar limpa. Se deixar no sol diretamente, pode perder a intensidade da cor, desbotar.
No comércio de pedras ornamentais e joias, é comum encontrar ametistas "camufladas", com tonalidades modificadas para tons amarelados após aquecimento controlado e ter o seu preço multiplicado, quando se torna "Topázio Rio Grande", o que nada mais é que uma falsificação.